# 前成説

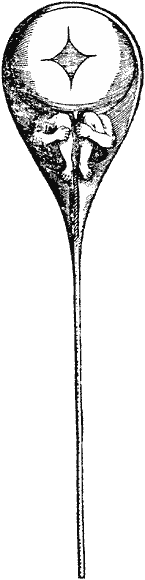
オランダの科学者 ニコラス・ハルトゼーカーが唱えた精子の姿。中にホムンクルスが入っている。精虫論における前成説的主張の典型である。

Jan Swammerdam, Miraculum naturae sive uteri muliebris fabrica, 1729

前成説（ぜんせいせつ）とは、生物、特に動物の発生に関する古い仮説であり、卵などの内部に生まれてくる子の構造が既に存在しているという考え方のことである。古くは支配的であったが、18世紀にほぼ否定された。しかしより広い見方からは現在においても一定の重要性が認められる。

## 概説
生物の発生において、生殖細胞の中にあらかじめ構造があり、これに基づいて発生が行われる、という考えを前成説（preformation theory）という。その最も素朴なものは、卵の中に子供の形のひな型が入っており、次第にそれが展開するのが発生の過程だ、というものである。このような考え方はごく古くから存在し、18世紀ころまでは専門家にも広く支持された。顕微鏡が生物研究に利用されるようになると、これもこの説に利用された。精子が発見されると、卵と精子のどちらにひな型が入っているかの判断が分かれた。発生の詳細が明らかになるにつれて、次第に形態が作られて行くという後成説に取って代わられた。
ただし、生殖細胞のなんらかの構造が発生の過程を決める、というような広い意味の前成説は現代も一定の役割を担っている。

## 始まり
過去の人間が卵を見て、そこからいずれ生まれる子を見た場合、その起源を不思議に思ったことは大方想像がつく。これは発生学の基本でもある。その仕組みについて想像した場合に、最も分かりやすいのは「見えないくらい小さい子供が卵の中に入っている」というものであろう。前成説はこれを基にしている。その発祥は古代ギリシャにさかのぼると言われる。
発生に関する実証的な研究は古代ギリシャ時代から存在し、17世紀以降は顕微鏡も使われるようになった。たとえばニワトリの卵の発生に関しては、ヒポクラテスは内部を産卵後一日毎に調べたと言われる。ジローラモ・ファブリチ（1537-1619）はその発生から胎児の発達を記載して「発生学の祖」ともいわれる。マルチェロ・マルピーギはさらにこれを顕微鏡を用い、それまで不可能であったごく初期の胚発生を観察した。しかし、このマルピーギも前成説の信奉者だった。
また、植物の種子が動物の卵にあたるとの判断も、この説を支持する理由となっていた。種子では明らかに植物の小さな形が入っているからである。
前成説が長く支持された原因の一つに、キリスト教における伝説と一致する点も挙げられる。たとえばイヴの胎内に,
最初に作られた入れ子になった小人の数を論じる、と言ったこともあったらしい。前成説を無造作に当てはめると、生物の体には卵（かそれにあたるもの）が入っているし、その中には子供の体が入っていて、その中にも卵があるから、子孫代々のすべてのひな型が入れ子構造になっている理屈である。微生物が発見されたころには、ひ孫の代くらいまでの入れ子構造を確認した、と報告したものもいたと言う。

## 卵か精子か
あらかじめ子供の形が用意されているとすれば、それはまず卵であると考えられるが、精子が発見されると、こちらにその起源を求める考えも出された。

### 卵子論
卵に子供の元があるという考えを卵子論と言う。これに立った代表的な学者としてマルピーギ、ヤン・スワンメルダム、ルネ・レオミュール、シャルル・ボネ、ラザロ・スパランツァーニがいる。精子に関する知見が不十分な時代には、こちらが支持されたのは当然であろう。マルピーギは顕微鏡でごく初期の胚を観察し、そこに小さなニワトリ胚の形を発見したと伝えている。彼が何を見てそう判断したかは全く不明である。
なお、この時期には昆虫の蛹が卵と同一視されており、それによる混乱もある。スワンメルダムは昆虫の蛹を調べて、その内部に成体の器官があることを確かめたが、彼はこれを根拠に卵子論を主張している。

### 精虫論
精子は1667年に発見され、当初からこれが卵に代わる子の元であるとの発想があったようである。ただしこれには反論もあり、精液は卵の発生を進める刺激としての役割があるのみ、と言った見方も強かったが、スパランツァーニはカエルの精液を濾過することで受精能力を失うことを証明した。なお、彼自身は卵子論の支持者であり、この実験も彼の説を裏付けるために行われたようである。
精子に子の元を求める精虫論の支持者としては、アントニ・ファン・レーウェンフック、ゴットフリート・ライプニッツなどが挙げられる。レーウェンフックは卵より精子の方が動物的だ、との判断からこの説に立ったようである。しかし、精虫論者は実際の精子が小さすぎて観察が難しいためか、あらぬ方向に迷走を始める。彼の説を図示したニコラス・ハルトゼーカー（Hartsoeker 1656-1725）の精子の図が有名であるが、そこには頭部の中でひざを抱えた姿勢のホムンクルスが描かれている。つまり卵はこれのための栄養源に過ぎないとの判断である。さらに、ダレンパティウス（Dalenpatius ?-?）は精子の皮膜を脱いで小人が出るのを見たとの報告をしている。
ただし、当時は受精が確認されておらず、その意味も理解されていなかったから、精子が子供の形成に重要な役割を果たすものではないとの判断も併存する状態だった。後述のように精虫論が否定された時には、精子を精液の寄生虫と見なす判断も出たという。

## その破綻
発生の詳細が明らかになれば、この説は支持できないことが当たり前だが、実際にはそれ以前から次第に疑問がもたれるようになっていた。精虫論の台頭は卵子論の進展がないためでもあったようだ。
それに対して、精虫論は、単為生殖を説明できなかった。アブラムシの単為生殖はレーウェンフックが観察したことでもあるが、ボネ(1720-93)は雌だけで飼育してこれを実験的に確認した。これによって精虫論は致命的な打撃を受けた。しかしそれでこの論者がいなくなった訳ではなく、18世紀後半まで散発し、たとえばチャールズ・ダーウィンの祖父エラズマス・ダーウィンもその一人である。また、哺乳類については1827年に卵が発見されるまで精虫論が否定しがたかった。
また、前成説全般にわたっての難点として、遺伝現象の問題がある。つまり卵か精子のどちらかに元の形が含まれているのであれば、子の形はそのどちらかによって決定されてしまうことになる。実際の遺伝現象では、両親の影響が見て取れる例も多いから、これは大きな矛盾である。
さらに、これに関連して奇形の原因に関する論議があった。18世紀にこれが問題となり、エティエンヌ・ジョフロワ・サンティレール等はその原因が後天的なものとの見方から発生段階で様々な刺激を与えて奇形の発生を見る実験を行っている。これはある意味で実験発生学に先行する面がある。

## 後成説の台頭
カスパール・フリードリヒ・ヴォルフ（Caspar Friedrich Wolff、1733-94）は1759年に『発生論』を著わし、その中でニワトリ卵の中に器官の原基が小さい球体として生じる詳細を説明して、最初から器官の形が存在する訳ではないことを明確に述べた。これが後成説の成立と見なされる。
これで前成説は否定されてよかったのであるが、もともとこの説に宗教的な支持があった為もあり、ドイツ国内の権威者もこれに反発したという。しかし後成説が次第に強固になるのに対して、前成説を支持する事実は出てこず、19世紀初頭にはほぼ消滅した。
また、その後の細胞説の成立も影響が大きかった。これにより、発生の過程のより正確な観察や理解が可能となったこともあるが、多細胞生物が細胞の組み合わせでその形が出来ている以上、前成説に見られるようなやたらと小さい構造を想定するのは難しくなる。また。卵や精子が単一の細胞であることが確認されたことで、蛹や種子が卵にあたるとの誤解もなくなり、前成説の裏付けにはならないことが明らかになったことも大きい。

## より広い意味で
上記のように素朴な前成説は成り立つ余地がない。しかし、生殖細胞に子供の構造そのものが無いとは言え、なんらかの構造のようなものがあり、それが発生に影響を与えるとすれば、ある意味で前成説的であると言えよう。その場合、直接に子の体の元になる卵細胞のそれが問題になる。
19世紀には物理化学分野の進歩から、生物学にも機械論的風潮が強まった。それが発生学に反映した形が、新たな前成説論争のもとになっている。アウグスト・ヴァイスマンはデテルミナントという粒子によって遺伝と発生を論じた。これはこの粒子が発生の段階で分割されて行くことで最終的に各部分の分化が決定するというもので、一種の前成説である。これを実証的に検証するため、ヴィルヘルム・ルーはカエルの二細胞期に一方の細胞を熱した針で焼き殺すことを行い、そのまま育てたところ片側半身だけの胚を得た。この結果はヴァイスマンの説を支持するものと考えられた。そのため、これをヴァイスマン・ルーの前成説ということがあった。
この説そのものは現在では認められるものではないが、実験発生学はこれを実証しようとして大きな発展を見た。そこで見いだされたモザイク卵は、ごく初期の胚を分割すると、分割に応じた不完全な胚しか成長しないというもので、明らかに前成説的な現象を示している。また、動物極と植物極の間に見られる所謂極性も発生に重要な役割を演じている。誘導現象にせよ、その誘因因子やその元になる要素が卵細胞の中に不均等に分布することなどに由来が求められつつある。古くは極葉なども卵の細胞質に部分的に特殊な役割があることを示すものとして知られてきた。明らかに前成説な構造は多くの例があり、発生の全般にわたってその様子が見える。
極端には、発生を遺伝子に含まれる情報が展開する過程と見なし、これを前成説的と見る向きもある。